# Microcyclops inopinatus
Microcyclops inopinatus – gatunek widłonoga z rodziny Cyclopidae. Opisał go w 1927 roku norweski hydrobiolog Georg Ossian Sars, nadając mu nazwę Cryptocyclops inopinatus.